# The Criterion Collection
Ne doit pas être confondu avec Criterion Games.
The Criterion Collection, Inc. (parfois seulement Criterion) est une entreprise de distribution de films uniquement sur le marché des supports vidéo. Il s'agit initialement du LaserDisc, puis de DVD et de Blu-Ray. Cette collection, commercialisée aux États-Unis et au Canada, est principalement destinée aux cinéphiles. 
Son but est de proposer des éditions de référence de grands films du répertoire mondial, avec un accent particulier sur les cinémas américain, français, japonais et italien. En décembre 2024, elle comprend plus de 1700 titres. Elle permet ainsi de trouver certains films rares en version restaurée.
La société est une coentreprise de Janus Films (en) et de Voyager Company et a été fondée en 1984. Son siège est à New York. Son chiffre d'affaires en 2007 est de 6,1 millions de dollars.

## Contributions et influence
Commercialement, The Criterion Collection en tant que société d'édition vidéo a été la pionnière du format letterbox qui permet de présenter les films dans le rapport d'image d'origine. Elle est pionnière également dans l'inclusion de commentaires, la création d'éditions spéciales et de versions définitives des films.

## Filmographie
- 1965 : Le Poulet de Claude Berri
- 1993 : King of the Hill de Steven Soderbergh
- 1997 : Schizopolis de Steven Soderbergh
- 2004 : La Vie aquatique de Wes Anderson